# Vertrag von Fort Jackson

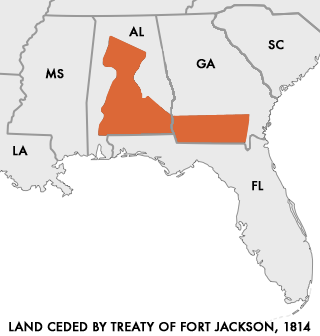
Übersichtskarte der im Vertrag abgetretenen Gebiete

Der Vertrag von Fort Jackson war ein am 9. August 1814 in Fort Jackson, Alabama zwischen der indianischen Nation der Muskogee (Creek) und der Regierung der Vereinigten Staaten von Amerika geschlossener Landabtretungsvertrag, der am 16. Februar 1815 vom Kongress der Vereinigten Staaten ratifiziert wurde. Mit dieser Vereinbarung gaben die Muskogee die Rechte an rund 81.000 Quadratkilometern ihres angestammten Stammesgebietes in Alabama und Georgia auf und übertrugen diese an die Vereinigten Staaten.

## Vorgeschichte
Die Konföderation der Muskogee begann in der ersten Dekade des 19. Jahrhunderts, sich in zwei wesentliche Lager zu spalten, zum einen die im Alabama-Tal lebenden „Upper Creek“ (engl. für Obere Creek) und die am Chattahoochee, Ocmulgee und Flint River siedelnden „Lower Creek“ (engl. für Untere Creek). Der wesentliche Streitpunkt zwischen den Konfliktparteien war die unterschiedlich akzeptierte und vollzogene Annäherung an die Lebensgewohnheiten der weißen Siedler, die von den nahe bei den weißen Siedlern lebenden Lower Creek befürwortet und von den weiter entfernt lebenden Upper Creek abgelehnt wurde. Letztere stellten sich sowohl während der Amerikanischen Revolution, als auch im Britisch-Amerikanischen Krieg auf die Seite der Briten. Der Konflikt gipfelte 1813 und 1814 im „Red Stick War“ (engl. für Krieg der Rotstöcke), einem Bürgerkrieg zwischen der anti-amerikanischen und der anpassungswilligen Partei innerhalb der Muskogee. Mit dem Sieg der pro-amerikanischen Muskogee und sie unterstützender amerikanischer Milizen unter Andrew Jackson in der Schlacht am Horseshoe Bend wurde der Widerstand der Traditionalisten endgültig gebrochen. Sie ergaben sich im August 1814.

## Vertragsvereinbarungen
Jackson, der als Verhandlungsführer für die Vereinigten Staaten auftrat, nutzte die Situation nach dem Bürgerkrieg, um die unterlegenen Upper Creek und die mit ihm verbündeten Lower Creek, die er der Beteiligung an der Rebellion bezichtigte, die Häuptlinge der Muskogee, darunter William McIntosh, im August zu Vertragsverhandlungen in Fort Jackson, unweit des Ortes Wetumpka in Alabama, zu rufen und sie zur Unterzeichnung des Vertrags von Fort Jackson zu zwingen. In diesem Vertrag gaben die Muskogee als eine Art Reparationszahlung für die durch den Creek-Krieg entstandenen Schäden und Opfer die Rechte an über der Hälfte ihres Landes, rund 81.000 Quadratkilometern (eine Fläche in der Größe Österreichs), an die Vereinigten Staaten ab. Im Gegenzug erhielten die Muskogee das Recht, innerhalb des verbleibenden Gebietes ihre Nation souverän zu führen, mussten jedoch Eingriffe der amerikanischen Regierung durch Handels- und Militärposten sowie Straßen im Stammesgebiet dulden. Ihnen wurde ferner jeder Kontakt zu britischen und spanischen Händlern und Außenposten untersagt, Handel sollte nur noch über die amerikanischen Händler erlaubt sein. Von der Regierung erhielten die Muskogee die Zusage, die durch den Krieg ausgefallenen Ernten zu ersetzen und notwendige Rationen für das Überleben des Volkes sicherzustellen.

## Folgen des Vertrags
Nach Abschluss des Vertrages erließ der Stammesrat der Muskogee ein Gesetz, das weitere Landabtretungen und -verkäufe zu einem Kapitalverbrechen erklärte. Es kam dennoch zu weiteren Verträgen, so unterzeichnete beispielsweise William McIntosh gemeinsam mit anderen Führern der Muskogee am 12. Februar 1825 den Vertrag von Indian Springs, mit dem große Teile des verbliebenen Territoriums an Georgia abgetreten wurden. Der nachfolgende durch die Regierung erzwungene Vertrag von Cusseta betraf schließlich die Abtretung der wenigen noch verbliebenen Stammesgebiete in Alabama. Die Folge dieser Serie von Landabtretungsverträgen gipfelte in den als Creek-Krieg bezeichneten gewaltsamen Auseinandersetzungen zwischen den Muskogee und weißen Siedlern und war Anlass der endgültigen Vertreibung der Muskogee und deren zwangsweise Umsiedlung in das heutige Oklahoma. Bei dieser als Pfad der Tränen bezeichneten Deportation wurde das Volk der Muskogee deutlich dezimiert, etwa 50 Prozent des Stammes wurden Opfer der Umsiedlung und der vorangegangenen Ereignisse.